# Miscanthus × longiberbis
Miscanthus × longiberbis è un'erba perenne derivata da un ibrido tra Miscanthus sinensis e Miscanthus sacchariflorus, utilizzata per la produzione di biomasse.
Assume l'anidride carbonica in grande quantità (rispetto alle piante simili il ruolo viene quasi quadruplicato). La graminacea viene utilizzata anche come combustibile per il riscaldamento, dato l'elevato potere calorifico: un ettaro corrisponde a circa 20-25 tonnellate di materiale secco da destinare alla combustione.

## Usi

### Biocombustibili
In Europa è attualmente utilizzato come una coltivazione energetica commerciale, come fonte di calore (sotto forma di cippato, pellet e bricchetti) ed elettricità in impianti domestici ed industriali. Essendo una coltivazione non alimentare, può essere convertito in biocarburanti avanzati di seconda generazione di come bioetanolo e biodiesel.
Date le sue proprietà, il miscanto può essere utilizzato con successo per la produzione di pellet non forestale, il cosiddetto agripellet. L'Italia è il primo mercato europeo per il consumo di pellet di legno, con oltre 3 milioni di tonnellate all'anno, di cui solo il 20% risulta essere prodotto nei confini nazionali e il restante importato. L'elevata importazione rappresenta uno dei punti deboli del mercato del pellet in quanto impoverisce enormemente gli effetti benefici a livello ambientale derivanti dal consumo di un prodotto ecologico qual è il pellet, inoltre, è responsabile dell’instabilità dell’offerta, dell’incertezza circa l’approvvigionamento e della fluttuazione dei prezzi di mercato. L'agripellet essendo prodotto da coltivazioni erbacee dedicate come il miscanto o da scarti di lavorazione agricola diversi dal legno, può essere realizzato attraverso una filiera locale e stabile diventando una fonte di reddito integrativo per gli agricoltori. Il suo utilizzo è incentrato prevalentemente su impianti a biomasse industriali dotati di griglia mobile o con bruciatori ottimizzati. Tuttavia, vi è sempre una maggiore applicazione anche su stufe e caldaie domestiche dotate di bracieri autopulenti.

## Finanziamenti e ricerca
In Europa sono state effettuate numerose ricerche universitarie sulle importanti potenzialità della coltivazione. In Italia, l'Università Cattolica del Sacro Cuore ed il Politecnico di Milano, sono partner di progetti finanziati grazie al programma Horizon 2020, il cui obiettivo è valutare l'applicazione del miscanto su terreni marginali per alimentare bioraffinerie, sviluppare biocomposti e biopolimeri nonché ridurre le emissioni di CO2.